# Валькартье
Ба́за Кана́дских вооружённых сил Валькартье́ (фр. Base des Forces canadiennes Valcartier) — база Канадских вооружённых сил, расположенная в муниципалитете Сен-Габриель-де-Валькартье, примерно в 25 км к северу от города Квебека. На ней размещена 5-я Канадская механизированная бригадная группа.

## Основание

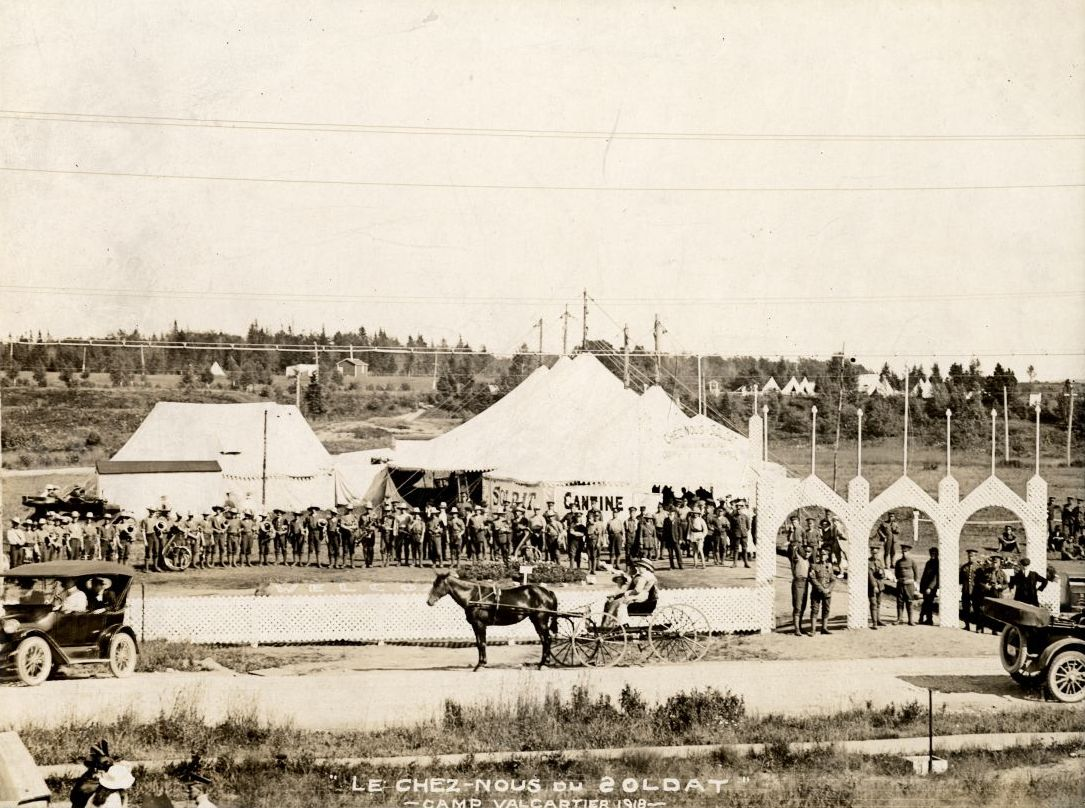
«Le chez-nous du soldat» — солдатская столовая в 1918 г.

Первоначально БКВС Валькартье была построена в августе 1914 года как лагерь военной подготовки в рамках мобилизации Канадских экспедиционных войск в начале Первой мировой войны. Это место также использовалось для интернирования «враждебных иностранцев», в основном выходцев из Восточной Европы.
Название Валькартье произошло от города Сен-Габриель-де-Валькартье, значительная часть которого была экспроприирована для создания лагеря. Благодаря близости к Квебекскому порту Валькартье стал крупнейшим военным лагерем Канады, где размещалось около 32 000 человек и 8 000 лошадей.

В 1968 году, после объединения Канадских вооружённых сил, бригадная группа на базе Валькартье получила название 5-я Канадская механизированная бригадная группа.